# مدينة كبيرة (فلم 1937)
مدينة كبيرة (بالإنجليزية: Big City) هو فيلم أبيض وأسود درامي أمريكي إنتاج عام 1937 من إخراج فرانك بورزاج وبطولة لويس راينر وسبنسر تريسي. تم إصدار الفيلم أيضًا باسم ناطحة سحاب وايلدرنيس.

## الحبكة
حبكة
يشتبه في أن جو بنتون وزوجته آنا قد بدأ حرب سيارات الأجرة. على الرغم من براءتهم، إلا أنهم متهمون بكل ما حدث ويطالب المسؤولون بترحيل آنا من الولايات المتحدة. أثناء محاولتهما إثبات براءتهما، يشعر الزوجان بأنهما مجبران على الاختباء.

## طاقم التمثيل
- لويز راينر في دور آنا بينتون
- سبنسر تريسي في دور جو بينتون
- تشارلي جريبوين في دور روبرت، العمدة
- جانيت بيتشر في دور صوفي سلون
- إدي كويلان في دور مايك إدواردز
- فيكتور فاركوني في دور بول رويا
- أوسكار أوشي في دور جون سي أندروز
- هيلين تروي في دور لولا جونسون
- وليام ديمارست في دور بيتشر
- جون أرليدج في دور باد
- إيرفينغ بيكون في دور جيم سلون
- جوين "بيج بوي" ويليامز في دور داني ديفلين
- ريجيس تومي في دور فريد هوكينز
- إدغار ديرينغ في دور توم رايلي
- بول هارفي في دور المدعي العام للمقاطعة جيلبرت
- أندرو تومبيس في دور المفتش ماثيوز
- كليم بيفانز في دور الجد سلون
- جريس فورد في دور ماري رايلي
- أليس وايت في دور بيجي ديفلين
- جورج جودفري ظهر في شخصيته الحقيقة.

## روابط خارجية
- Big City على فهرس معهد الفيلم الأمريكي
- Big City  في قاعدة بيانات الأفلام على الإنترنت (بالإنجليزية)
- Synopsis على موقع أول موفي.
- مدينة كبيرة (فلم 1937) في قاعدة بيانات تيرنر كلاسيك موفيز للأفلام.
- Review of film at Variety